# بالگردگاه ایکراسآرسوک
بالگردگاه ایکراسآرسوک (به انگلیسی: Ikerasaarsuk Heliport) یک فرودگاه همگانی است. این فرودگاه در شهر ایکراسآرسوک کشور گرینلند قرار دارد .